# Ново време
Вижте пояснителната страница за други значения на Ново време.
Новото време (Нова история, Модерна история) е третият основен исторически период след Античността и Средновековието. Хронологически се разполага от края на ХV до началото на ХХ в., което означава, че обхваща повече от 400 години. Това е време на значителни промени във всяко отношение – във възгледа за света, в стопанството, в обществените отношения, в държавното строителство и политиката, в международните отношения. Историкът Петко Петков обобщава смисъла на Новото време с думите, че тогава се утвърждава буржоазното общество.

## Концепция и условност
Концепцията за „новата история“ се появява през епохата на Ренесанса, когато политическите и научните дейци поделят историята на древна (Античност), средновековна и нова (наши дни). Според техните виждания средновековието е „тъмно време“ на безпросветност и религиозно мракобесие, епоха на безгранично господство на католическата църква. То отделя двете „светли“ епохи – Античната с характерния разцвет на културата, стопанството и обществения живот и Новата, която под някаква форма възпроизвежда постиженията на Античната.
През ХХ в. постепенно започва да се прави разграничение между Нова и Съвременна история, което означава, че на Новата история е „поставен край“ с Първата световна война (1914 – 1918). Много историци и цели школи не приемат еднозначно това разделение.
Периодът Нова история, както и цялата историческа периодизация, са условни понятия, тъй като се отнасят предимно за Европа. В останалите части на света концепцията за Ново време е неприложима или означава съвсем различно нещо. Все пак за Америка и Африка времената наистина са различни заради колонизацията и започващата „европеизация“. През ХІХ в. европейците 
въвеждат Новото време навсякъде и промените се усещат от Аржентина до Япония.

## Хронологични рамки и периодизация
Днес се е наложило схващането, че началото на Новото време трябва да се търси в края на ХV и началото на ХVІ в. Точна дата за това не може да се избере, тъй като процесът на преход от Средновековието е постепенен и плавен. Това може да е Ренесансовата епоха (втората половина на ХV в.),, откриването на Америка (1492) или началото на Реформацията (1517) (Такъв е по-старият възглед, застъпен от българския историк Георги Дерманчев). За край на епохата е приета Първата световна война, след която се установяват различен тип обществени, икономически и политически отношения.
Марксистката школа има особено виждане по въпроса. Тя определя епохата като капиталистическа (буржоазна), затова посочва за начало Английската революция, тоест 1640 г. Този възглед е развит от български историци като Христо Глушков, който дава съответните аргументи. В този смисъл Средновековието според марксистите продължава чак до средата на ХVІІ в.

### Периодизация
Най-общо историците очертават два основни периода на Новото време:
1. До Френската революция (1789), когато се извършва преход от феодално към буржоазно общество;
2. ХІХ век, когато се утвърждават буржоазните принципи.

Оформяйки първите томове от книгата си, Дерманчев определя две отделни епохи на първия период – Реформационна епоха (1520 – 1648) и Епоха на абсолютизма (1648 – 1789). Те също могат да бъдат периодизирани. Въз основа на фундаменталното издание The Cambridge Modern History може да се направи следната периодизация на епохата в Европа:
- Ренесанс и Велики географски открития (1492 – 1520)
- Реформационна епоха (1520 – 1648)
  - Начало на Реформацията (1520 – 1555)
  - Религиозните войни (1562 – 1618)
  - Тридесетгодишната война (1618 – 1648)
- Епоха на Абсолютизма (1648 – 1798)
  - Луи ХІV и неговото време (1648 – 1715)
  - Просвещение и Просветен абсолютизъм (1715 – 1789)
- Революционна епоха (1789 – 1815)
  - Френската революция (1789 – 1799)
  - Времето на Наполеон Бонапарт (1799 – 1815)
- Деветнайсетия век (1815 – 1914)
  - Епоха на Реставрацията (1815 – 1848)
  - Растеж на национализмите (1848 – 1871)
  - Епоха на империализма (1871 – 1914)[7]
- Първа световна война (1914 – 1918)

## Преподаване на периода в България
Съгласно учебните програми въведени в България през 2016 г. Новото време се изучава в VІІІ клас (ІХ клас в езиковите училища) по предмета История и цивилизации. Там е наложен европоцентричен подход – предмет на учебния материал е „Европа... и тези части на света, с които европейците са влезли в определени контакти, което... представлява един голям свят, съсредоточен върху културния дух на Европа.“ Формулирани са три периода на епохата: Начало на новото време (ХVІ-ХVІІ в.), Векът на Просвещението (ХVІІІ в.), Векът на национализма (ХІХ в.).
В Софийския университет Св. Климент Охридски четения по нова история се организират още от създаването му. След като през 1904 г. Висшето училище прераства в университет, се създава Катедра по средна и нова история към Историко-филологическия факултет. От 1919 г. тя вече е Катедра по нова и най-нова история, преименувана през 1994 г. на Катедра по нова и съвременна история. Лекциите по нова история са четени от Георги Дерманчев, Петър Бицилли, Андрей Пантев, Борислав Гаврилов.

## Процеси и тенденции през Новото време
Преходът от феодално към буржоазно общество обхваща всички сфери на човешкия живот.

### Прогрес на човешките възгледи
Резултат от Ренесанса (започнал през късното Средновековие) е налагането на хуманизма. Интересът на творците се насочва към човека, а вече не към Бог. Великите географски открития водят до натрупването на огромно количество нови знания. Решително се променя представата за планетата, за животните и растенията, за хората, които я населяват. Това стимулира всички науки и неслучайно Новото време е разцвет на научните търсения и постижения. Науката и образованието се откъсват от опеката на църквата. През ХVІІІ и ХІХ в. на мода идва философията, разпростанява се атеизмът.

### Стопански промени
От Новия свят и Далечния изток в Европа са доставени несметни количества злато, сребро, подправки, луксозни тъкани. Това предизвиква „революцията на цените“, но е важен стимул за развитието на стопанските процеси. Повече от всякога роля имат банките, появяват се манифактури, а по време на Индустриалната революция – и машините. Развиват се принципите на пазарното стопанство, търговията увеличава обема си стотици пъти. Поставено е началото на икономическите теории – най-рано меркантилизмът, след това т. нар. лесе-фер. Всичко това предизвиква премахването на крепостното право (последно в Русия) и на всички други останки от феодализма.

### Трансформации в обществото
В началото на епохата европейското общество е съсловно, като водеща роля има родовата аристокрация. Стопанското развитие я лишава от икономическата ѝ сила, но тя запазва политическото си значение до началото на ХІХ в. Неин конкурент става зараждащата се буржоазия. Буржоазните представители достигат до управлението и дори са предпочитани от много монарси. Във Франция те си купуват титли и започват да се наричат „аристокрация на тогата“ в противовес на класическата „аристокрация на шпагата“. Началото на края на господството на аристокрацията идва с Френската революция и екзекуцията на краля и продължава с последвалите революции в Европа. През ХІХ в. съсловното общество се трансформира в класово. От досегашното трето съсловие произлизат богатите собственици (буржозията), работниците във фабриките, селяните и интелектуалците. Те вече не са разделени по произход, а по богатство.

### Развитие на държавите и начините на управление
Като наследство от Средновековието повечето държави в Европа са съсловни монархии. Швейцария, Венеция и Генуа са републики. Повечето вече са обединени, а в началото на новото време започва процесът на централизация. Негов логичен резултат е появата на абсолютната монархия на Луи ХІV – модел за подражание за редица други държави: Испания, Австрия, Прусия, Русия, Швеция. Англия и Полша поемат по пътя на аристократичното управление с ограничени правомощия на краля, но този експеримент завършва различно – за Англия с могъщество, за Полша с унищожение. Свещената римска империя също не успява да се обедини и загива.
Слаба, но достатъчно видима тенденция е увеличаване броя на републиките. Този процес започва в Англия (1649 – 1660), а после е повлиян от появата на САЩ. Република три пъти е Франция, в началото на ХХ в. такива стават Португалия и Русия. Заедно с това върви стремежът към демокрацията, който бавно, но упорито постига резултати. В края на Новото време значителни части от Европа се управляват повече или по-малко демократично.

### Международните отношения и военното дело
През Реформационната епоха международните отношения се определят от религията. Западна Европа е разделена на два воюващи лагера – католици и протестанти. Помежду си се бият хора от един и същи народ, стига да са с различни религии. Излизането от тази схема прави за първи път кардинал Ришельо, който подкрепя протестантите, макар че е католик. В следващите епохи националният интерес се оказва водещ мотив и той става все по-силен, за да достигне своеобразна кулминация в Първата световна война.
Непрекъснато си противоречат две тенденции – стремежът на държави като Испания (ХVІ в.), Франция (ХVІІ и началото на ХІХ в.) и Германия (ХІХ в.) към еднолично господство срещу идеята за баланс на силите. Последната е подкрепяна най-вече от Англия, Нидерландия, понякога Австрия. Тя се налага през ХVІІІ в. и след 1870 г.
Прогресът във военното дело е огромен, подпомогнат от научните постижения. Голямата новост при прехода от Средновековие към Ново време е появата на огнестрелните оръжия – аркебузите, мускетите, полевите оръдия. Новите родове войски играят все по-решителна роля. Тя личи най-рано през Религиозните войни. Постепенно пехотата измества кавалерията като най-важна част от армиите. Тя е в основата на забележителния възход на Прусия през ХVІІІ в. По море се налагат платноходите, както и тактиката на линейните строеве. В края на периода се появяват бронираните параходи.

### Етапи в културното развитие
Ренесансът (ХІV-ХVІ в.) дава на света откъсването от религиозната тематика и връщането на човека като център в изкуството. Последван е от Барок, Рококо и Класицизъм. През ХІХ в. идва времето на Романтизма, Реализма и Импресионизма.

## Новото време извън  Европа
За останалите континенти тази епоха може да се опише с думите европейска експанзия, колонизация и приобщаване към европейската духовност. В районите, където преди европейците не е имало утвърдена цивилизация, Новото време носи откъсване от дивачеството. Но в Азия и централна Америка европейското присъствие заменя не по-малко развити култури.

### Америка
Началото на Новото време за Америка означава преход от доколумбовия към следколумбовия период. На мястото на цивилизациите на маите, ацтеките и инките испанците жестоко и безкомпромисно налагат своето управление. Създават се колонии (Нова Испания, Нова Гранада, Ла Плата), които стават основа за появата на съвременните държави. Както се изразява един очевидец, „испанците ни отнеха всичко, но после ни дадоха всичко“. Възникват нови нации и нови национални култури. Англичаните и французите се настаняват в Северна Америка. Техните колонии се развиват по-бързо, затова и първи посягат към независимостта. Освободителните борби от края на ХVІІІ и началото на ХІХ в. разнообразяват политическата карта на света. В навечерието на Първата световна война САЩ – съюз от бивши колонии – се оказват най-мощната държава на планетата.

### Африка
Сходна е съдбата на Африка, но процесите се развиват в други времеви измерения. С някои изключения тя е колонизирана по-късно (след Берлинската конференция през 1884 г.). Тук колонизацията е едновременно брутална (Африка е основен източник на роби за Новия свят) и цивилизаторска. Въпреки безогледното източване на ресурсите на континента, европейците покръстват голяма част от населението, въвеждат модерно здравеопазване и образование. Това поставя началото на една забележителна тенденция – бурното увеличаване на африканското население.

### Азия
Богатствата на Азия са първоначална и основна цел на Великите географски открития. Съдбата на отделните части на континента е твърде различна. Индия не успява да запази независимостта си и попада под контрола на европейците (португалци, холандци, французи, а накрая – англичани). Индокитай и Индонезия също стават колонии (на Франция и Нидерландия). На север Русия стремително завзема огромни територии, навлиза и в централна Азия и Монголия. Китай стремително упада и се оказва разделен на сфери на влияние, докато Япония се изолира и се предпазва от европейското присъствие. Тайланд също запазва независимостта си. Османската империя преживява своя разцвет в началото на епохата, след което също се срива. Много от тези държави разбират, че трябва да се реформират по европейски образец, за да оцелеят. Те въвеждат конституции (при османците 1876, в Япония 1889), канят европейски специалисти, строят железопътни линии, превръщат се в републики (Китай 1911, Русия 1917). В Азия, както и в Африка краят на колониализма настъпва чак през ХХ в.